# Reynold Simons
Reynold Simons is een Surinaams politicus en bestuurder. Hij was van 1991 tot 1993 minister.

## Biografie
Reynold Simons studeerde sociologie aan de Universiteit van Suriname. Hij specialiseerde zich in beleid en onderzoek op het gebied van arbeidsverhoudingen en werkgelegenheid. Hij werkte voor het Algemeen Bureau voor de Statistiek en het ministerie van Arbeid. Na verschillende jaren als adviseur te hebben gewerkt, ging hij aan het werk voor de Internationale Arbeidsorganisatie (ILO). Bij terugkeer in Suriname in 2014 was hij opnieuw adviseur. Vanaf 2016 was hij lid van de Sociaal-Economische Raad en rond dezelfde tijd was hij directeur van de Stichting Planbureau Suriname.
Tussendoor volgde hij op 17 september 1991 René Kaiman op als minister van Arbeid. Hij bleef aan tot 23 september 1993 en werd opgevolgd door Jack Kross.